# Helenalveolina
Helenalveolina es un género de foraminífero bentónico de la familia Alveolinidae, de la superfamilia Alveolinoidea, del suborden Miliolina y del orden Miliolida. Su especie tipo es Helenalveolina tappanae. Su rango cronoestratigráfico abarca desde el Coniaciense superior hasta el Santoniense inferior (Cretácico superior).

## Clasificación
Helenalveolina incluía a la siguiente especie:
- Helenalveolina tappanae †